# Ramphotyphlops adocetus
Ramphotyphlops adocetus là một loài rắn trong họ Typhlopidae. Loài này được Wynn, Reynolds, Buden, Falanruw & Lynch mô tả khoa học đầu tiên năm 2012.